# Vogelstemboomkikker
De vogelstemboomkikker (Dryophytes avivoca) is een kikker uit de familie boomkikkers (Hylidae). De soort werd voor het eerst wetenschappelijk beschreven door Paul Percy Viosca Jr. in 1928.

## Uiterlijke kenmerken
De vogelstemboomkikker bereikt een lichaamslengte van ongeveer vier tot vijf centimeter, de vrouwtjes worden groter dan de mannetjes. De lichaamskleur is meestal grijsbruin tot groen maar deze soort kan vrij sterk van kleur veranderen; donkere exemplaren zijn meestal geïrriteerd. Aan de binnenzijde van de dijen zit een brede witte vlek met kleine zwarte vlekjes en de 'bovenlip' is over de gehele lengte meestal wit tot geel.

## Naam en geluid
Zoals de naam al doet vermoeden maakt deze kikker een soort zang-achtig geluid; een serie hoge klikgeluiden die na een aantal klikken steeds hoger worden waardoor een soort fluitje te horen is die een aantal verschillende tonen kan hebben; p-r-r-e-e-i-i-i-p. De keelzak van de mannetjes is dan ook erg groot en doorzichtig in opgeblazen toestand, maar dat is alleen vertraagd of op foto's te zien want in het echt gaat dat veel te snel voor het menselijk oog. Ook de wetenschappelijke naam verwijst hiernaar, want Aves (meervoud avi) betekent vogel en voca betekent luid.

## Algemeen
De vogelstemboomkikker komt voor in het uiterst zuidoostelijke deel van de Verenigde Staten, Alabama, Georgia, Mississippi, South Carolina, Louisiana en Florida, maar niet op het schiereiland ervan. De habitat bestaat uit open gebieden met hoge struiken waar de kikker in kan schuilen en jagen zoals weilanden en bosranden, liefst in de buurt van water.
De vrouwtjes kunnen honderden eitjes per keer afzetten, maar omdat ze deze vaak deponeren in permanente (visrijke) wateren worden de meeste kikkervisjes al na korte tijd opgegeten. In de paartijd zijn de mannetjes van de vrouwtjes te onderscheiden door de donkere keel en ook zijn mannetjes gemiddeld kleiner.